# ウォルデン島
ウォルデン島（ウォルデンとう、ノルウェー語: Waldenøya, 英語: Walden Island) は、ノルウェー・スヴァールバル諸島の一部である七島群島にある無人島である。島の名前は、イギリスの植民地下にあった香港の政府の職員ジョン・ウォルデンの名前からつけられた。